# Cho Young-cheol
Cho Young-cheol (Ulsan, 31 mei 1989) is een Zuid-Koreaans voetballer die sinds begin 2016 onder contract staat bij Sangju Sangmu. Hij speelt op de linkervleugel, maar kan ook uitkomen als schaduwspits. In 2010 maakte Young-cheol zijn debuut in het Zuid-Koreaans voetbalelftal.

## Clubcarrière
Cho Young-cheol speelde tussen 2007 en 2011 voor Yokohama FC en Albirex Niigata. Hij tekende in 2012 bij Omiya Ardija, waar hij in drie seizoenen 76 competitieduels speelde. In de zomer van 2014 tekende Young-cheol een contract bij Qatar SC, waarmee hij uitkomt in de Qatari League. In die competitie maakte hij op 22 augustus tegen Lekhwiya SC zijn debuut. Hij speelde de hele met 5–0 verloren wedstrijd en zag zijn landgenoot Kook Young-han de nederlaag vergroten met een eigen doelpunt in de 25ste minuut. In het kalenderjaar 2014 speelde Young-cheol uiteindelijk veertien competitieduels, waarin hij drie doelpunten maakte. Na één seizoen in Qatar keerde Young-cheol in 2015 terug naar de Zuid-Koreaanse competitie, waar hij op 12 augustus 2015 zijn eerste wedstrijd in dienst van Ulsan Hyundai speelde.

## Interlandcarrière
Met het nationaal elftal onder 20 nam Cho Young-cheol in 2009 deel aan het wereldkampioenschap voetbal onder 20 in Egypte. Als basisspeler speelde hij in alle vijf duels, waaronder de verloren kwartfinale tegen Ghana. Young-cheol maakte in 2010 zijn debuut in het (volwassen) Zuid-Koreaans voetbalelftal. De wedstrijd, een vriendschappelijke interland tegen Nigeria, eindigde in een 2–1 overwinning. In 2013 nam hij met Zuid-Korea deel aan het Oost-Aziatisch kampioenschap voetbal; Young-cheol speelde alle duels in dit toernooi. Op 10 januari 2015 maakte Cho Young-cheol zijn eerste interlanddoelpunt. Op het Aziatisch kampioenschap voetbal 2015, gehouden in Australië, nam hij in de eerste groepswedstrijd tegen Oman het enige doelpunt voor zijn rekening: door zijn doelpunt in de tweede minuut van de blessuretijd van de eerste helft werd het duel winnend afgesloten.